# Querido maestro
Querido maestro es una serie de televisión producida por Zeppelin. Fue emitida por Telecinco entre 1997 y 1998. Está basada en la serie italiana Caro maestro emitida por Canale 5 entre 1995 y 1996.

## Argumento
Mario Fuentes (Imanol Arias) es un jardinero que trabaja en Madrid y que recibe una invitación para trabajar como profesor en el colegio de su pueblo natal, San Juan de la Sierra (Zamora). Allí se instala con su hermana Angelines (Carmen Balagué), su tía Rita (Amparo Soler Leal), su cuñado Carlos (Jesús Bonilla) y sus sobrinos Bruno (Miguel Ángel Valcárcel) y Alicia (Noelia Mayo). Pero, por si fuera poco, se reencontrará con su amor de juventud, la directora del colegio, Elena (Emma Suárez).
En la segunda temporada, Ana Duato será Lola, una veterinaria que llega al pequeño pueblo donde Mario, el maestro (Imanol Arias), y Elena, la directora del colegio (Emma Suárez), siguen intentando guardar las apariencias sobre sus relaciones sentimentales. Elena se marcha a Bruselas y entre Lola y Mario surgirá un romance.

## Reparto
El reparto de la serie se completa con los profesores del colegio, entre los que destaca la joven Silvia (Leonor Watling), entre otros, y los amigos del protagonista, Salva (Aitor Mazo) y Vicente (Joaquín Climent). Otros personajes en la serie fueron Lola (Ana Duato), Víctor Barracín (Toni Cantó), Bernabé (Óscar Sánchez Zafra), Florentino (Fernando Chinarro), Fernando (José María Sacristán), Tere (Ruth Gabriel), Claudia (Jeannine Mestre), Clara Muelas (Ángeles Martín), Julián (César Sánchez), Rafa (Paul Naschy), Carolina (Lara de Miguel), Simón (Javier García Villaraco), Julia (Tania Henche) , Pablo (Álvaro Criado)y  Roberto, interpretado por Juan José Ballesta en su primer papel como actor.

### Actores secundarios
Además de estos, había otros actores secundarios con apariciones esporádicas, como Mónica Cano, Isabel Gaudí, Janfri Topera, Ángel Jodra, Paco Catalá, Jorge Munárriz, Sara Mora, Lola Cordón, Jorge Monje, Vicky Lagos, Ricardo Arroyo, Yohana Cobo, Ana Wagener y Jesús Alcaide.

## Equipo técnico
Dirigidos por Julio Sánchez Valdés, con música original de Jesús L. Álvaro y guiones de Carlos Asorey, Eduardo Ladrón de Guevara e Ignacio del Moral, entre otros, los capítulos se rodaron principalmente en los municipios de Villaviciosa de Odón y Boadilla del Monte, y contaban con multitud de exteriores.

## Capítulos
La serie consta de 40 capítulos emitidos en tres temporadas entre 1997 y 1998.

### Primera temporada
- 1 Y sin embargo te quiero
- 2 Dos en un sofá
- 3 La familia es para las ocasiones
- 4 El pequeño ladrón
- 5 Un frío de pelotas
- 6 La hora de la verdad
- 7 Aprobado en amor
- 8 Cuarenta de fiebre
- 9 ¡A la bin, a la ban, a la bin-bon-ban!
- 10 Besos de medianoche
- 11 "Los cuatro mosqueteros". Guion de Javier G. Amezúa e Ignacio del Moral
- 12 Elemental querido maestro
- 13 Fin de curso. Guion de Ignacio del Moral y Carlos Asorey

### Segunda temporada
- 14 cuando llega septiembre
- 15 Dos en la carretera
- 16 Los terneritos no vienen de París
- 17 "Ni se compra ni se vende". Guion de Eduardo Ladrón de Guevara
- 18 ¡No nos moverán!. Guion de Ignacio del Moral
- 19 Don Juan contra los fantasmas. Guion de Javier G.Amezúa
- 20 Como humo se va. Guion de Eduardo Ladrón de Guevara, Ignacio del Moral y Javier G.Amezúa
- 21 ¿Hay alguna manera de conseguir que no te vayas?
- 22 Ruidos en el desván
- 23 Secretos y sorpresas
- 24 El saber no ocupa lugar
- 25 La penúltima carta
- 26 Culpables e inocentes
- 27 Un árbol, un belén, dos angelitos y la marimorena

### Tercera temporada
- 28 Buscando esposa desesperadamente
- 29 Recuerdos, cuentos... y cuentas
- 30 El señor Marmota
- 31 ... Que son dos días
- 32 Un par de zapatillas
- 33 La ley del silencio
- 34 Bruno, ida y vuelta. Guion de Carlos Martín (revisado por Lola Salvador)
- 35 Apariencias... y apariciones
- 36 Entre pitos y señales
- 37 La inauguración
- 38 Rebuscando en el baúl de los recuerdos
- 39 Por un puñado de milímetros. Guion de Javier G. Amezúa
- 40 Cara o cruz. Guion de Eduardo Ladrón de Guevara